# 加曼氏甲鰨
加曼氏甲鰨為輻鰭魚綱鰈形目鰨亞目無臂鰨科的其中一種，分布於西南大西洋區，從巴西東南部至阿根廷北部淡水、半鹹水及海域，體長可達17公分，棲息在河口、潟湖底層水域，生活習性不明。